# Aptesis varia
Aptesis varia là một loài tò vò trong họ Ichneumonidae.